# Venera 5
Venera 5 (em russo: Венера-5) (designação do fabricante: 2V (V-69)) foi uma sonda do Programa espacial soviético Venera, para a exploração de Vénus. A nave foi lançada no dia 5 de janeiro de 1969 e, ao chegar ao planeta Vénus, a nave enviou informações da atmosfera venusiana mas, depois de 53 minutos, a pressão do planeta a destruiu. A Venera 5 era muito parecida com a anterior sonda do mesmo programa, a Venera 4.

## Missão
A Venera 5 foi lançada em direção a Vênus para obter dados atmosféricos. A espaçonave era muito semelhante à Venera 4, embora tivesse um design mais forte. O lançamento foi realizado usando um foguete Molniya-M, voando do Cosmódromo de Baikonur.
Quando a atmosfera de Vênus se aproximou, uma cápsula pesando 405 kg (893 lb) e contendo instrumentos científicos foi descartada da espaçonave principal. Durante a descida do satélite em direção à superfície de Vênus, um pára-quedas se abriu para diminuir a taxa de descida. Por 53 minutos em 16 de maio de 1969, enquanto a cápsula estava suspensa do pára-quedas, os dados da atmosfera venusiana foram retornados. Aterrissou a 3°S 18°E . A espaçonave também carregava um medalhão com o Brasão de Armas do Estado da União Soviética e um baixo-relevo de Lenin para o lado noturno de Vênus.
Dados os resultados da Venera 4, as sondas Venera 5 e Venera 6 continham novos experimentos de análise química ajustados para fornecer medições mais precisas dos componentes da atmosfera. Sabendo que a atmosfera era extremamente densa, os pára-quedas também foram feitos menores para que a cápsula atingisse sua profundidade total de esmagamento antes de ficar sem energia (como a Venera 4 havia feito).

## Instrumentos
Fontes:

### Nave espacial
- Instrumento KS-18-3M para estudar os fluxos de partículas cósmicas;
- Instrumento LA-2U para determinar a distribuição de oxigênio e hidrogênio na atmosfera do planeta.

### Lander
- Sensores de pressão MDDA A para medir a pressão atmosférica na faixa de 13 a 4 000 kilopascais (100 a 30 000  mmHg);
- Analisadores de gás G-8 para determinar a composição química da atmosfera;
- Unidade TTI para determinar a densidade da atmosfera em altitude;
- FD-69 para medições de iluminação atmosférica;
- CE-164D para determinar a temperatura na altura da atmosfera.